# Nu mă atinge-mă
Nu mă atinge-mă (Brasil: Não Me Toques / Portugal: Não Me Toque) é um filme dramático co-produzido internacionalmente em 2018, dirigido por Adina Pintilie e estrelado por Laura Benson, Tómas Lemarquis e Dirk Lange. O filme foi exibido na seção principal da competição do 68º Festival Internacional de Cinema de Berlim, onde ganhou o Urso de Ouro. Nu mă atinge-mă é um experimento entre ficção e documentário, e aborda os preconceitos das pessoas em relação à intimidade.
No Brasil foi exibido no Festival do Rio e Mostra Internacional de Cinema de São Paulo.

## Sinopse
O filme é rodado na forma de um mocumentário, onde a diretora Adina Pintilie recebe três pessoas para entrevistá-los em uma sessão de terapia semelhante. Uma das pessoas, Laura, de 50 anos, costuma encontrar várias pessoas para encontros sexuais, uma das quais é um acompanhante que contrata apenas para observá-la e se masturbar. Outro encontro com Laura é acompanhado por Hanna, uma mulher transexual que, junto com a terapeuta Seani Love, faz um peep show. Tomás Lemarquis e Christian participam de terapia de contato em um hospital, onde exploram seus corpos e se tornam íntimos. Christian é deficiente físico em uma cadeira de rodas e se vê como um homem atraente, seu desejo é ser parte ativo durante o sexo.
Tomás e sua ex-amante Irmena chegam a um clube de sexo, onde os visitantes são submetidos a jogos sadomasoquistas. Tanto Tomás quanto Laura estão no clube e a mulher se oferece para ir para casa, Tomás aceita e os dois ficam nus na cama se tocando. No final, Adina em conclusão conta que teve um sonho fazendo sexo com um homem desconhecido e de repente ela sente a presença de sua mãe. Ela comenta mais os limites da intimidade, da confiança e do prazer sexual e, em uma cena final, Laura aparece dançando nua.

## Elenco
- Laura Benson como ela mesma
- Tómas Lemarquis como ele mesmo
- Dirk Lange como ele mesmo
- Hanna Hofmann como ela mesma

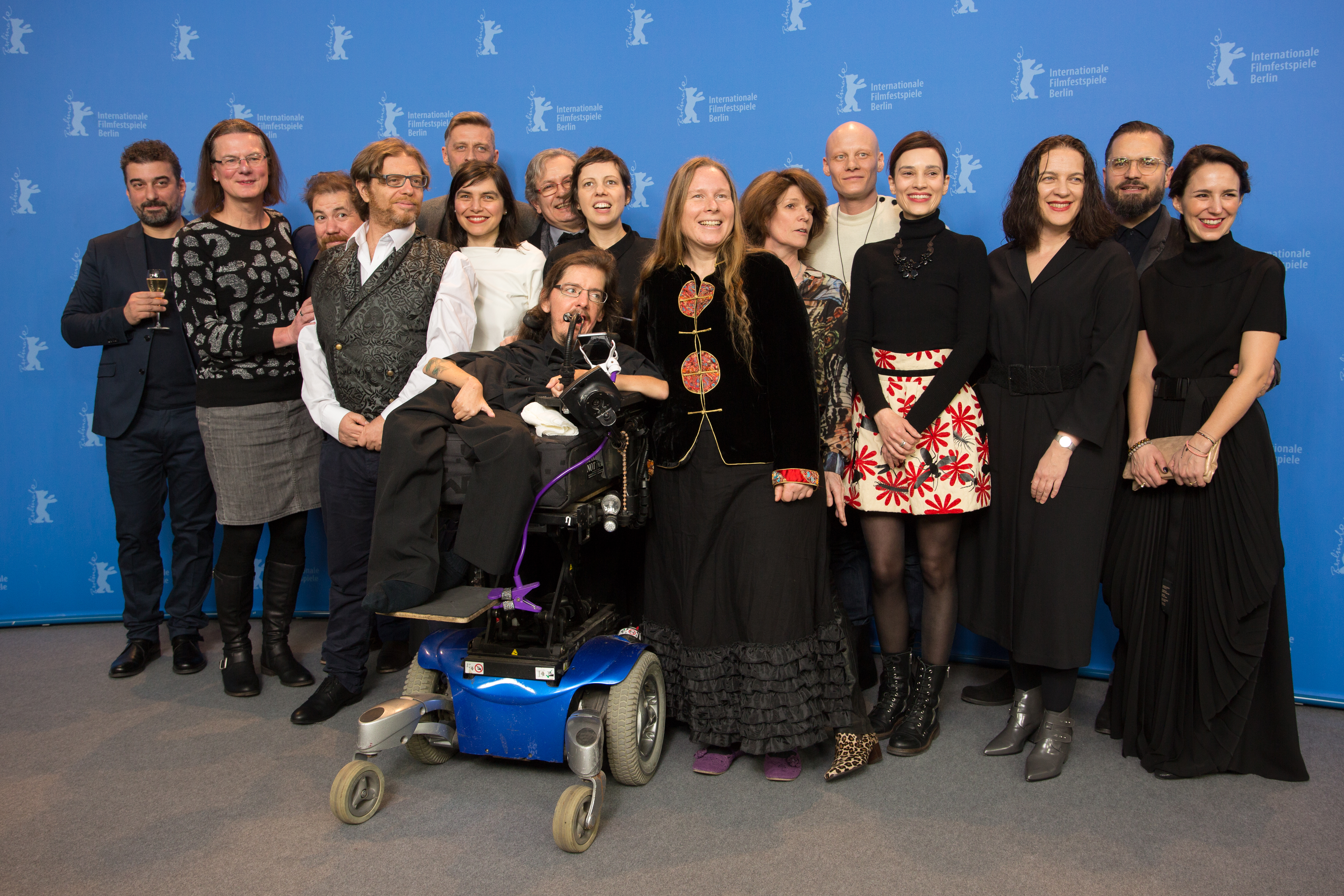
A equipe do filme no Festival de Berlim

- Christian Bayerlein como ele mesmo
- Grit Uhlemann como ela mesma
- Irmena Chichikova como ela mesma
- Adina Pintilie como ela mesma
- Seani Love como ele mesmo

## Recepção

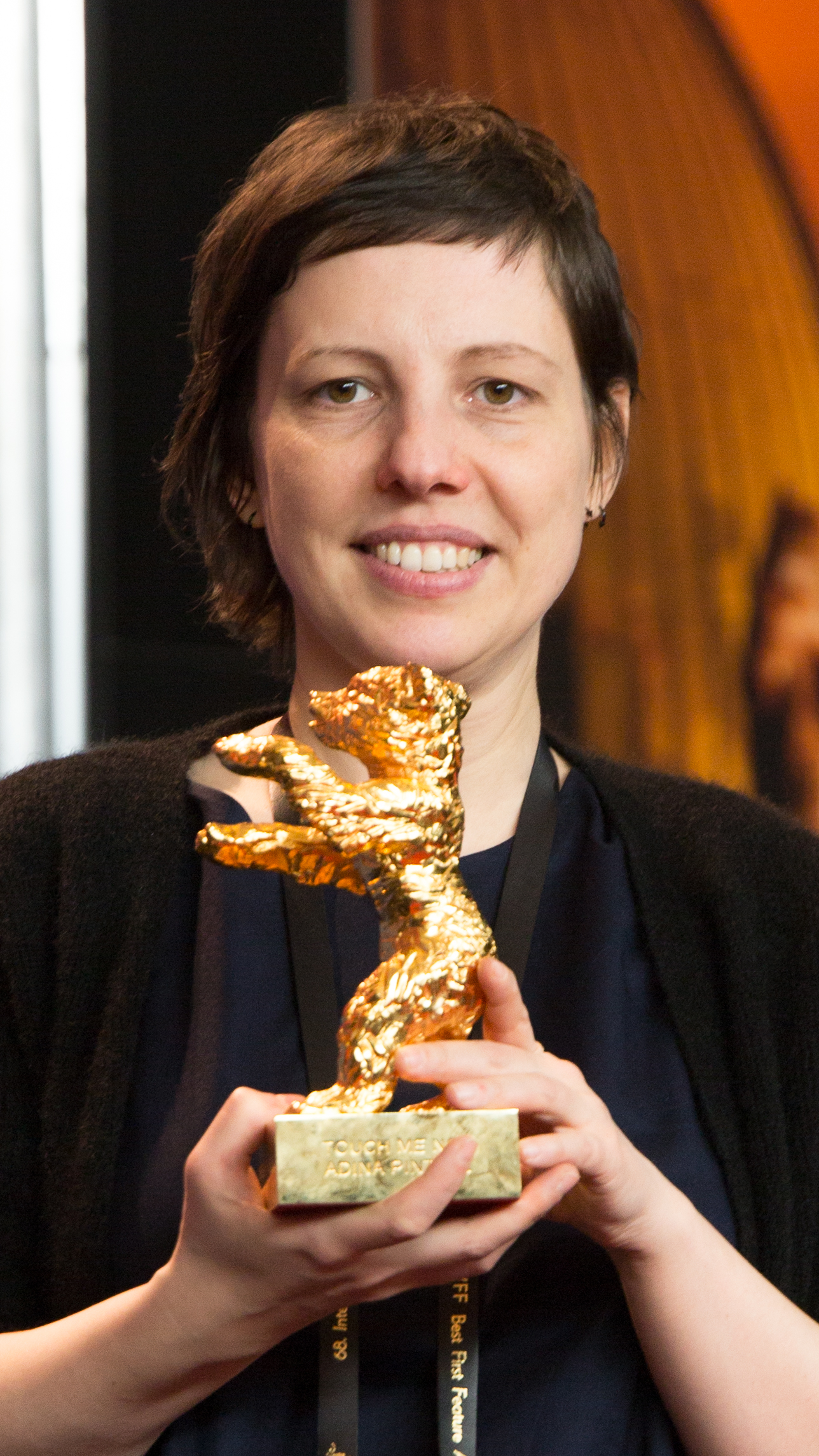
Adina Pintilie com o Urso de Ouro

No agregador de críticas Rotten Tomatoes, o filme mantém um índice de aprovação de 58% com base em 33 comentários, e uma classificação média de 6/10.  No Metacritic, o filme tem uma pontuação média ponderada de 68 de 100, com base em 5 críticos, indicando "críticas geralmente favoráveis".
Deborah Young, do The Hollywood Reporter, elogiou o filme, descrevendo-o como "um olhar revelador sobre a sexualidade humana". Ela afirmou: "Embora nem todo momento seja fascinante de assistir, a maioria dos momentos é, e o público adulto deve encontrar sua apresentação franca da diversidade da intimidade, instigante e possivelmente terapêutica".
Em uma crítica negativa, Peter Bradshaw do The Guardian chamou o filme de "embaraçosamente horrível", criticando "sua mediocridade, sua auto-estima sem humor, sua abordagem estúpida e superficial de seu tema ostensivo de intimidade e a forma desajeitada como tudo isso foi furtivamente omitido com clichês Euro-hardcore sobre BDSM, sexualidades alternativas, fetichismo e exibicionismo. " Ele descreveu o reconhecimento do filme na Berlinale como uma "calamidade" para o festival.